# Phobia (Torture Killer)
Phobia är det finländska death metal-bandet Torture Killers fjärde studioalbum, släppt den 15 mars 2013. Chris Barnes, tidigare sångare i Cannibal Corpse, är gästsångare på låten "Written in Blood".

## Låtlista
1. Devil's Reject
2. Phobia
3. Await His Third Arrival
4. Written in Blood
5. Faces of My Victims
6. March of Death
7. The Book of Dying World
8. Epitaph
9. Voices

## Källa
- Torture Killer – Phobia (2013)